# Цепкова Ганна Василівна
Га́нна (Га́лина) Васи́лівна Цепко́ва (13 жовтня 1946) — українська поетеса. Член Національної спілки письменників України.

## Біографічні відомості
Ганна (Галина) Василівна Цепкова народилася 13 жовтня 1946 року в селі Вознесенське, нині Золотоніського району Черкаської області.
В 1947 році сім'я переїхала в м. Коростень Житомирської області, з яким і пов'язала своє життя.
По закінченню школи в 1964 році пішла працювати на завод «Жовтнева кузня». В цей же час у місцевій газеті «Радянське Полісся» почали з'являтися її вірші. В 1970 році вступила до Камінець-Подільського педагогічного інституту (нині Кам'янець-Подільський національний університет), який закінчила з відзнакою у 1974 році. Працювала вчителем російської мови і літератури на Тернопільщині, а з 1978 року — в Коростенській школі-інтернат.
Має 20 років педагогічного стажу, «Відмінник народної освіти УРСР».
У 1992 році вийшла перша поетична збірка «Надеюсь. Верую. Люблю». За першою збіркою вийшла друга — «Свет доброти» (1994) і третя — «Четыре осени года» (1995).
У 1997 році Галину Цепкову прийняли до Національної спілки письменників України.
У 1998 році виходить нова збірка «Знак долі — Терези», яка започаткувала новий етап творчості авторки — етап входження в лоно рідної мови. Тому і почала її триптихом «Повернення», висловивши своє розуміння патріотизму, як одного з найвищих вимірів суспільної свідомості людини. У творчому доробку поетки, крім вище зазначених поетичних книжок, — збірка «Когда уходит лед» (2000), «Диво-сад» (2002), «Мы — не расстанемся» (2003), «Стихи из шкатулки» (2007), «Я хочу поведать миру» (2007).
Лауреатка Міжнародного свята літератури та мистецтва «Лесині джерела» (1994), учасник Другого фестивалю російської поезії в Україні (2002), учасник Міжнародного Шевченківського літературно-мистецького свята (2004), делегат Надзвичайного Третього з'їзду письменників України (2004).
Лауреатка літературної премії імені Михайла Клименка (2013), Всеукраїнської літературної премії імені Василя Юхимовича (2014).
За творчу діяльність Галина Василівна Цепкова нагороджена Почесною Грамотою Верховної Ради України (2005), почесною відзнакою Коростеня "За заслуги перед містом" (2016), а також дипломом «Гордість міста».
Почесна громадянка Коростеня (2019).
Живе і працює в м. Коростені.